# مود (إيران)
مود (بالفارسية: مود) هي منطقة سكنية تقع في إيران في Mud District. يقدر عدد سكانها بـ 2,451 نسمة .